# Fosforilare la nivel de substrat

Fosforilarea la nivel de substrat exemplificată în cazul conversiei ADP-ului la ATP

Fosforilarea la nivel de substrat este o reacție metabolică ce are ca rezultat obținerea de ATP sau GTP în urma transferului direct de grupă fosforil (PO3) pe molecula de ADP sau GDP. Spre deosebire de fosforilarea oxidativă, în acest proces nu are loc fosforilare cuplată cu procese de oxidare.